# 以心崇伝
以心 崇伝（いしん すうでん、永禄12年〈1569年〉- 寛永10年1月20日〈1633年2月28日〉）は、安土桃山時代から江戸時代の臨済宗の僧。字は以心、法名が崇伝で、南禅寺金地院に住したため、金地院崇伝（こんちいん すうでん）とも呼ばれる。本光国師の称は、寛永3年（1626年）に後水尾天皇の師となり授けられたもの。俗姓は一色氏。徳川家康のもとで江戸幕府の法律の立案・外交・宗教統制を一手に引き受け、江戸時代の礎を作ったとされる。その権勢から「黒衣の宰相」の異名を取った。
起草した武家諸法度は老中以下諸大名の前で崇伝により布告された。徳川家光、徳川忠長の諱は崇伝により名付けられた。

## 生涯
永禄12年（1569年）、室町幕府幕臣の一色秀勝の次男として京都に生まれた。
名門の出身で足利将軍家の側近として将来を約束されていたが、元亀4年（1573年）足利義昭が織田信長に追放されて室町幕府が滅亡したため、官寺中最も格式の高い南禅寺にて出家し266世・玄圃霊三の弟子となる。鷹峯金地院の靖叔徳林に嗣法、更に醍醐寺三宝院で学ぶ。文禄2年（1593年）10月に24歳で摂津福厳寺、11月には相模禅興寺の住職。慶長10年（1605年）37歳で鎌倉五山第一位の建長寺住職となり3月には臨済宗五山派の最高位・南禅寺270世住職となり官寺の頂点に立ち、後陽成天皇から紫衣を賜る。
慶長13年（1608年）、相国寺の西笑承兌の推薦により徳川家康に招かれ駿府に赴き幕政に参画する。閑室元佶と共に主に外交事務を担当するようになった。慶長15年（1610年）崇伝は居寺として駿府城内に建立した金地院を与えられる。慶長17年（1612年）元佶が65歳で没すると、貿易立国を目指す家康の下、明や朝鮮をはじめタイ（アユタヤ王朝）、ベトナム（黎朝）など東南アジア諸国との交易、西欧諸国との接触、外交文書の起草や朱印状の事務取扱は崇伝が一手に引き受けるようになる。また寺社行政はじめ宗教関係の法則も崇伝の担当となり京都所司代・板倉勝重と共に後の寺社奉行のもととなる全国の寺社を統括する仕事に取り掛かる。
家康は当初貿易を優先し朱印船貿易を行うため、秀吉が発令していたバテレン追放令に反しキリシタンを黙認していた。しかし本多正純の与力でキリシタンの岡本大八がキリシタン大名・有馬晴信から金品を搾取していた事件（岡本大八事件）が慶長16年（1611年）に家康の耳に入ると、慶長18年（1613年）12月家康からキリスト教禁教の起草を命じられた。崇伝の書き残した異国日記によると崇伝は「鶏鳴より曙天に至り文を成す」とあり一晩で起草をおこない翌日には献じている。これが伴天連追放之文である。「それ日本は元これ神国なり」で始まる同令はキリスト教の禁教を決定づけた法令であった。この令により慶長19年（1614年）には棄教に応じなかった高山右近、内藤如安ら多数のキリスト教徒が国外追放となり、以降幕末まで幕府の宗教政策の中心に据えられる。その法令を一晩で起草した崇伝の立案能力の高さにより家康の庇護のもとで側近として存分に手腕を発揮することになる。キリスト教の禁止や、寺院諸法度・武家諸法度・禁中並公家諸法度の制定に関わる（以上の3法令を起草したと言われる）。また寺社を利用した行政システムを作り本寺末寺制を確立し宗教統制を図ると同時に、檀家寺請制度で民衆統制を図った。寺請制は現在の檀家制度の元となるが当初はキリシタン対策として行われた宗門改めから作られた檀家証明書が宗門人別帳と呼ばれ、一家ごとに生年死亡年月日を記録した。その寺請証文が移動の際に必要となると過去帳も同時に作られるようになった。これらの寺の記録は戸籍となり、このような事務を通じて、寺院を封建支配の末端行政機構とした。しかし、その事により宗旨替えが禁止され信仰と関わりなく特定の寺院の檀家に固定される事となる。
慶長19年（1614年）、大坂の陣の発端にもなった方広寺の方広寺鐘銘事件にも関与し、「国家安康」「君臣豊楽」で家康を呪い豊臣家の繁栄を願う謀略が隠されていると難癖を付けたのは崇伝とされる説が流布しているが、近年では問題化の関与には否定的な研究もある。国師日記には豊臣家の家臣・片桐且元に宛てた書状に、家康から諮問がありこの問題を初めて知ったと書き記している。その後取り調べは崇伝がしており、釈明に訪れた片桐且元に対して鐘銘問題ではなく浪人召集の真意を詰問した。
元和2年（1616年）に家康が死去すると古来よりの吉田神道主導で久能山に埋葬された。崇伝は、神格化もそのまま吉田神道で行われると考えていたが、ここで南光坊天海が崇伝も初耳の「山王之神道」なるもので家康の神格化をすすめると主張した。家康の遺言と偽証する天海の前に崇伝は敗れ、天海主導のもと東照大権現として祀られることになり、この時徳川秀忠の前で天海僧正を激しく叱責したことにより秀忠の不興を買い一時的に権勢を失うが、幕閣のとりなしにより許される。しかしこれ以降、幕政は側近政治から合議制へと移行していき、崇伝は主に重要事項の諮問を預かるようになる。

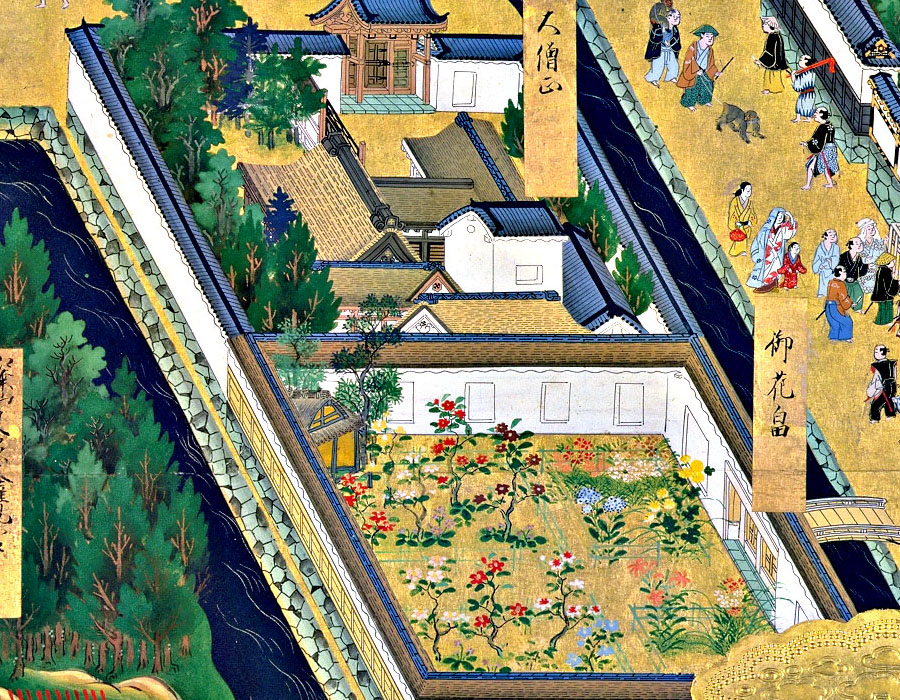
『江戸図屏風』にある金地院（上）

元和4年（1618年）には将軍・徳川秀忠より江戸城北の丸に約2000坪の屋敷を拝領し金地院を建立した。翌・元和5年（1619年）には僧侶の人事を統括する僧録となる。以後、僧録は金地院住持が兼務する慣例となって金地僧録と称されるようになり、その地位は崇伝の法系に属する僧で占められた。京都南禅寺塔頭の金地院と江戸城内の金地院を往還しながら政務を執った。また南禅寺や建長寺の再建復興にも尽力し、古書の収集や刊行などの文芸事業も行う。
元和3年（1617年）8月、朝鮮使節が伏見城で秀忠に謁見。朝鮮国王の国書を呈する。その返書作成を命じられた金地院崇伝(以心崇伝)は、高麗（918年 - 1392年）が日本より「戎国」であるから、朝鮮にも｢日本国王｣とせず「日本国」とすると述べ、徳川秀忠もそれに同意する。もっともこの返書は、対馬宗氏によって改竄されて、朝鮮に持ち帰られる。
さらに、元和7年（1621年)、中国浙江布政司から将軍に宛てた万暦47年（1619年）6月付の書翰が長崎に到来する。それを年寄衆から示された崇伝は、形式を含め｢無礼｣｢慮外なる書｣と断じた。幕府は、口頭で明からの使節に、｢日本と中国の通信は、朝鮮･対馬を介して奏上することになっており、必要ならば国に帰り朝鮮を介し、求めるところを述べよ｣と、申し渡す。
つまり、崇伝は、従来と大きく異なる対明政策を示し、幕府の対明政策は大きく転換したことになる。
寛永4年（1627年）、将軍を任命した天皇を統制下に置く禁中並公家諸法度を起草した崇伝だが、それにより紫衣事件が起こる。この事件に対する幕府の措置に対して反対意見書を提出した沢庵宗彭、玉室宗珀、江月宗玩の3人に、幕府の権威を確立させようとする崇伝は遠島に処すつもりであったが、天海や柳生宗矩らのとりなしによって、沢庵は出羽上山に、玉室は陸奥棚倉へ配流、江月はお咎めなしとなった。しかし、この事件により天皇も幕府の法の下にあると世に知らしめ、その結果、後水尾天皇は退位し幕府の権威を決定づける事になり、江戸幕府の法による安定的な支配が可能になった。
寛永10年（1633年）将軍より見舞い状並びに御典医を遣わされたが1月20日に江戸城内の金地院で死去。享年65。
死後、一人で担っていた権能は分割され、寺社関係は寺社奉行を新設、外交関係は老中、長崎奉行が管掌、文教外交関係は林家が引き継いだ。

## 人物
僧侶としてではなく非常に優秀な右腕として家康を支えた。家康のその能力に対する信頼は厚く、法整備をし徳川幕府の繁栄の礎を担っただけでなく、当代一の識者とされ三代将軍・徳川家光の諱の選定、元服の日取りも崇伝により決められた。著作に日記の『本光国師日記』『本光国師語録』、外交関係の記録に『異国日記』がある。外交、寺社対策、江戸幕府のすべての法律制定に関わった優れた学僧であったが、その権勢の大きさと朝廷の権威を喪失させ天皇を退位させるなど目的を達成する為の強引とも思える政治手法により、世人から「黒衣の宰相」「大欲山気根院僭上寺悪国師」と称された。また朝廷の権威を地に落とした紫衣事件では沢庵に「天魔外道」と評されるほどだった。しかし、崇伝自身は幕府の安定こそ世の中の安定とし、遺言としてすべては江戸の事を第一に考え平和を長続きさせ南禅寺の事は二の次に置くようにと弟子達に言い残しており幕府の安定の上の平和を第一としていた。
家康没後は後ろ盾を失い、天海にその地位を奪われたとの評もあるが、元々政治に介入せずあくまでも宗教家であった天海と違い、家康の信頼のもと幕藩体制を確立させた絶大な権勢は将軍の権威の邪魔であり、神号一件により失脚させられ幕政は老中による合議制へと移行される。のち幕閣の取りなしにより許され十万石の格式、また御三家につぐ席次と江戸城内に屋敷地を与えられるという破格の待遇を受け重要事項の諮問を預かるようになる。天皇の権威を真っ向から否定する日本史上の重大事件である紫衣事件のおりは酒井雅楽頭、土井大炊頭を引き連れ、幕府の代表として朝廷との折衝に当たり幕府の権威を決定付けた。
死去した日の『徳川実紀』には、次のように記されている。
金地院本光国師遷化す。崇伝は《中略》南禅寺の長老たり。神祖御眷注を蒙り常に進侍し。慶長十七年より天下僧尼のことを司るのみならず。大小の政事、異国往復の書簡に至るまでこの僧のあづからざることなし。

## 関連作品
- 火坂雅志『黒衣の宰相』文藝春秋、2004年。文春・朝日文庫で再刊
- 『葵 徳川三代』（2000年、NHK大河ドラマ）、演：大河内浩
- 『どうする家康』（2023年、NHK大河ドラマ）、演：田山涼成